# José María Ridao
José María Ridao (Madrid, 19 de setembre de 1961) és un escriptor i diplomàtic espanyol. llicenciat en dret i en filologia àrab, ingressa en la carrera diplomàtica l'any 1987. Com a escriptor ha explorat l'assaig i la novel·la.
En la seva primera etapa com a diplomàtic, va estar destinat a Angola, la Unió Soviètica, Guinea Equatorial i França. L'any 2000, va sol·licitar l'excedència per dedicar-se a la literatura. L'any 2004 va reprendre la seva carrera diplomàtica en ser nomenat ambaixador d'Espanya davant la UNESCO per decisió del Consell de Ministres, càrrec que va exercir fins a la seva renúncia el 2006, moment en què va ser membre del consell editorial del diari El País i col·laborador de la ràdio Cadena SER. El va succeir en la representació espanyola davant la UNESCO l'exministra d'Educació i Ciència socialista María Jesús San Segundo. És cònsol general adjunt de l'ambaixada d'Espanya a París. El 2015 va ser nomenat vicepresident editorial del setmanari Ahora i col·labora amb Alternativas Económicas.

## Obres
- Agosto en el Paraíso (1998)
- Excusas para el doctor Huarte (1999)
- Contra la Historia (2000, ampliada y reeditada en 2009)
- La desilusión permanente (2000)
- El mundo a media voz (2001)
- La elección de la barbarie (2002)
- El pasajero de Montauban (2003)
- La paz sin excusa (2004)
- Weimar entre nosotros (2004)
- Dos visiones de España (ed.) (2005)
- Elogio de la imperfección (2006)
- Por la gracia de Dios (ed.) (2008)
- Mar Muerto (2010)
- Radicales libres (2011)
- Apología de Erasmo (2013)
- La estrategia del malestar (2014)
- Filosofía accidental (2015)